# Sophie Nachtigall
Sophie Nachtigall (Hamburg, 12 april 2004) is een Duits voetbalspeelster. Ze speelt als middenvelder voor Eintracht Frankfurt in de Bundesliga.

## Clubcarrière
Nachtigall begon met voetballen bij TuS Germania Schnelsen in de wijk Hamburg-Schnelsen. In 2018 verkaste ze naar Hamburger SV waar ze onderdeel ging uitmaken van het -17 team. Met deze jeugdselectie kwam ze uit in de Bundesliga Nord-Nordost.
In 2022 maakte Nachtigall de overstap naar Eintracht Frankfurt, waar ze al snel een vaste basisspeelster werd in het tweede elftal actief in de tweede Bundesliga. Op 13 september 2023 maakte ze haar debuut voor het eerste elftal van Eintracht Frankfurt in een DFB-Pokal wedstrijd tegen Heglauer FV. In deze wedstrijd maakt ze ook gelijk haar eerste doelpunt en droeg ze daarmee bij aan de overwinning van haar club. Nachtigall maakte op 16 december 2023 in een 4-0 uitoverwinning op SC Freiburg haar debuut in de Bundesliga.
Op 2 mei 2025 werd bekend dat het aflopende contract van Nachtigall niet zal worden verlengd en ze Eintracht Frankfurt na het seizoen 2024/25 achter zich laat. Na haar vertrek uit Frankfurt tekende ze een contract bij competitiegenoot SC Freiburg.

## Statistieken
| Seizoen | Club                | Competitie     | Competitie | Competitie | Beker | Beker | Overig | Overig | Totaal | Totaal |
| Seizoen | Club                | Competitie     | Wed.       | Dlp.       | Wed.  | Dlp.  | Wed.   | Dlp.   | Wed.   | Dlp.   |
| ------- | ------------------- | -------------- | ---------- | ---------- | ----- | ----- | ------ | ------ | ------ | ------ |
| 2022/23 | Eintracht Frankfurt | 2de Bundesliga | 14         | 5          | 0     | 0     | 0      | 0      | 14     | 5      |
| 2023/24 | Eintracht Frankfurt | 2de Bundesliga | 11         | 1          | 0     | 0     | 0      | 0      | 11     | 1      |
| 2023/24 | Eintracht Frankfurt | Bundesliga     | 3          | 0          | 1     | 0     | 0      | 0      | 0      | 0      |
| 2024/25 | Eintracht Frankfurt | Bundesliga     | 6          | 0          | 0     | 0     | 0      | 0      | 6      | 0      |
| Totaal  | Totaal              | Totaal         | 36         | 6          | 1     | 0     | 0      | 0      | 37     | 6      |

Bijgewerkt t/m 2 mei 2025.

## Interlandcarrière
Nachtigall kwam als jeugdinternational uit voor Duitsland -16, Duitsland -19 en Duitsland -20. Met het -19 team nam ze deel aan het EK 2023 in België. Mede door twee doelpunten van Nachtigall haalde Duitsland de finale die na penalty's werd verloren tegen Spanje. In 2024 nam Nachtigall met Duitsland -20 deel aan het WK onder 20 in Colombia. Ze was op dit toernooi met twee doelpunt belangrijk in de achtste finale tegen Argentinië.